# Armatura a scaglie
L'armatura a scaglie è una tipologia d'armatura composta da scaglie/squame di metallo di foggia e dimensioni variabili disposte a più strati sovrapposti su di un supporto (cuoio o stoffa) al quale erano agganciate ma non interamente fissate (cosa che invece valeva per l'armatura lamellare). Originaria delle regioni più orientali del continente eurasiatico, raggiunse l'Europa solamente al tempo di Alessandro Magno.

## Storia
L'armatura a scaglie originò in Asia e da lì si diffuse, per tramite delle popolazioni residenti nella steppa, in tutto il continente eurasiatico. I rinvenimenti archeologici nelle sepolture Kurgan attestano che la popolazione degli Sciti fece largo uso di armature a scaglie, oltre che di armature lamellari. Nello specifico, si trattava di corazze pettorali prive di manica, composte da due pezzi (fronte e retro) congiunti tra loro, alle quali erano poi assicurate della fasce protettive per le spalle. Caso unico di questa popolazione, il 20% delle donne rinvenute nelle sepolture vestiva un corredo funerario guerriero completo d'armatura a scaglie. Questa peculiarità culturale degli Sciti fu forse alla base del mito greco delle Amazzoni, raffigurate, appunto, sempre con equipaggiamento tipico delle popolazioni nomadi: arco, scure d'arcione (sagaris) ed armatura a scaglie/lamellare.
In Europa, l'armatura a scaglie venne introdotta da forze ausiliarie/mercenarie assoldate dalle forze armate delle compagini statali più solide. Sconosciuta al mondo militare celtico, legato alla cotta di maglia, figura occasionalmente nelle panoplie greche ed etrusche divenendo d'uso più comune in epoca ellenica.  Nell'esercito romano era chiamata lorica squamata, divenne d'uso abbastanza comune grazie alle forze ausiliarie provenienti dalle regioni più orientali, costituendosi quale valida alternativa alla cotta di maglia (lorica hamata). Le due tipologie di armatura vennero poi fuse in una nuova tipologia di armatura, la lorica plumata, nella quale le scaglie erano agganciate alla maglia metallica.

## Costruzione
Originariamente le singole scaglie venivano prodotte in ferro, per poi passare all'acciaio quando le tecniche metallurgiche migliorarono. Poi furono temprate ad altissime temperature per renderle più dure e resistenti. Fatto ciò venivano cucite sopra un abito imbottito, solitamente un gambesone, cosicché le scaglie proteggessero dai danni da taglio e perforazione e l'abito sottostante dai colpi da impatto, inflitti in genere da mazze o martelli d'arme. Le scaglie venivano cucite in parte una sopra l'altra, così da migliorare la coesione e la protezione generale dell'armatura, in rari casi vennero create delle armature che uniscono la classica armatura a scaglie con la cotta d'arme, per rendere la sua capacita di resistere a danni da taglio e perforazione quasi perfetta.